# مورفید کلارک
مورفید کلارک (انگلیسی: Morfydd Clark؛ زادهٔ ۱۷ مارس ۱۹۸۹) بازیگر اهل ولز است. او برای نقش‌هایش در وحشت روان‌شناختی قدیسه ماد (۲۰۱۹)، کمدی-درام زندگی شخصی دیوید کاپرفیلد (۲۰۱۹) و مجموعهٔ تلویزیونی فانتزی نیروی اهریمنی‌اش شناخته شده است. او در سال ۲۰۲۲ شخصیت گالادریل را در مجموعهٔ تلویزیونی فانتزی ارباب حلقه‌ها: حلقه‌های قدرت به تصویر کشید و برای فصل دوم این سریال این نقش را تکرار کرد. از لحاظ زیبایی هم در رده خوبی قرار گرفته است که میتواند قسمتی از درخشش او را متاثر از این مورد به حساب اورد.

## فیلم‌شناسی

### فیلم
| سال  | عنوان                                           | نقش             | توضیحات |
| ---- | ----------------------------------------------- | --------------- | ------- |
| ۲۰۱۴ | مادام بوواری                                    | کامیل           |         |
| ۲۰۱۴ | سقوط کردن                                       | Pamela Charron  |         |
| ۲۰۱۶ | غرور و تعصب و زامبی‌ها                           | جورجیانا دارسی  |         |
| ۲۰۱۶ | عشق و دوستی                                     | فردریکا ورنون   |         |
| ۲۰۱۶ | National Theatre Live: Les Liaisons Dangereuses | Cécile Volanges |         |
| ۲۰۱۶ | The Call Up                                     | Shelly          |         |
| ۲۰۱۷ | Interlude in Prague                             | Zuzanna Luptak  |         |
| ۲۰۱۷ | مردی که کریسمس را اختراع کرد                    | کیت دیکنز       |         |
| ۲۰۱۹ | خزش                                             | بث کلر          |         |
| ۲۰۱۹ | زندگی شخصی دیوید کاپرفیلد                       | Dora Spenlow    |         |
| ۲۰۱۹ | زیبایی ابدی                                     | جین جوان        |         |
| ۲۰۱۹ | قدیسه ماد                                       | ماد             |         |
| TBA  | هملت                                            | اوفلیا          |         |

### تلویزیون
| سال  | عنوان                      | نقش            | توضیحات        |
| ---- | -------------------------- | -------------- | -------------- |
| ۲۰۱۴ | دنیاهای جدید               | املیا          | فیلم تلویزیونی |
| ۲۰۱۴ | شاعری در نیویورک           | نانسی ویک‌وایر  | فیلم تلویزیونی |
| ۲۰۱۵ | آرتور و جورج               | مری            | یک قسمت        |
| ۲۰۱۸ | آلینیست                    | کارولین بل     | یک قسمت        |
| ۲۰۱۸ | د سیتی اند د سیتی          | یولاندا استارک | یک قسمت        |
| ۲۰۱۸ | پاتریک ملروز               | دبی هیکمن      | یک قسمت        |
| ۲۰۱۸ | اوت‌سایدرز                  | مردی           | فیلم تلویزیونی |
| ۲۰۱۹ | نیروی اهریمنی‌اش            | سیستر کلارا    | ۴ قسمت         |
| ۲۰۲۰ | دراکولا                    | مینا هارکر     | مینی‌سریال      |
| ۲۰۲۲ | ارباب حلقه‌ها: حلقه‌های قدرت | گالادریل       | نقش اصلی       |